# Lago Neltume
Lago Neltume är en sjö i Chile.   Den ligger i regionen Región de Los Lagos, i den södra delen av landet, 700 km söder om huvudstaden Santiago de Chile. Lago Neltume ligger 197 meter över havet. Arean är 9,5 kvadratkilometer. Den sträcker sig 5,6 kilometer i nord-sydlig riktning, och 3,9 kilometer i öst-västlig riktning.
I omgivningarna runt Lago Neltume växer i huvudsak blandskog. Runt Lago Neltume är det glesbefolkat, med 11 invånare per kvadratkilometer.